# Brothers (película de 2015)
Brothers (en español: Hermanos, título internacional: Brothers: Blood Against Blood, en español: Hermanos: Sangre contra sangre) es una película india de 2015 de artes marciales mixtas dirigida por Karan Malhotra y producida por Dharma Productions, Lionsgate Films y Endemol India. Es un remake oficial de la película de Hollywood de 2011 Warrior. Está protagonizada por Akshay Kumar y Sidharth Malhotra, con Jacqueline Fernandez, Jackie Shroff y Shefali Shah en papeles secundarios. El primer póster de la película fue publicado el 9 de marzo de 2015 y la película se estrenó el 14 de agosto de 2015, en el fin de semana del Día de la Independencia.

## Trama
La película empieza in medias res planteando los problemas de las peleas callejeras en Bombay. El presidente deportivo Peter Braganza (Kiran Kumar) expresa su deseo de hacer de las peleas callejeras un deporte legal y decide fundar una liga llamada Right 2 Fight (R2F, en español: «derecho a pelear»). Mientras tanto, en prisión, Garson «Gary» Fernandes (Jackie Shroff), un alcohólico en recuperación y antiguo experto de artes marciales mixtas, sale de la cárcel y su hijo menor Monty (Sidharth Malhotra) va a recogerlo. Monty se tensa cuando su padre le pregunta sobre su hijo mayor David y se lo lleva a su casa. En casa Gary actúa como protector de todas las propiedades de su esposa Maria, que murió hace muchos años. David (Akshay Kumar), actualmente un profesor de física, tiene una hija que padece una enfermedad renal. Incapaz de conseguir dinero del banco ni de otras fuentes consigue dinero a través de peleas callejeras. Esto presiona a su esposa Jenny (Jacqueline Fernandez) debido a que está preocupada por David. Mientras tanto, Gary, que echa de menos a su esposa Maria (Shefali Shah), empieza a tener alucinaciones sobre ella. Gary intenta encontrarse con David pero este termina echando a Monty y a Gary de su casa enfurecido.
A continuación se descubre que Monty es un hijo ilegítimo de Gary. Sin embargo, Maria amaba a Monty, al igual que a David. Los dos hermanos tenían una relación cercana hasta que David tenía dieciocho años y Monty quince. La noche del decimoquinto cumpleaños de Monty, Gary llega a casa borracho y se disculpa con Maria por destruir la familia, pero menciona el nombre de su amante, Sarah, en lugar del de Maria. Una enfurecida Maria se enfrenta con Gary por esto. En estado de embriaguez, Gary golpea a Maria, que resulta herida y muere. Un furioso David empuja a Gary. Cuando Monty se acerca a Maria, David lo empuja enojado, considerando a su padre y a su hermano igualmente responsables de la muerte de su madre. Esto crea un conflicto entre Gary, Monty y David.
Posteriormente, David pierde su trabajo en el instituto después de que el director Shobhit Desai (Kulbhushan Kharbanda) se entera de su implicación en peleas callejeras. Monty, que quiere ser un luchador, es presentado entonces a Suleiman Pasha (Ashutosh Rana), un agente de luchadores. Suleiman fija un combate con Mustafa en el que Monty es derrotado. Esto enfurece a Gary y Monty decide una revancha con Mustafa, en el que Monty derrota a Mustafa y Peter lo selecciona para la R2F. El combate es grabado y subido a YouTube y pronto Monty se convierte en una sensación de internet. Monty entrena para convertirse en el campeón de R2F. Mientras tanto, David también decide ser un luchador a tiempo completo y Jenny le anima a hacerlo. Suleiman entrena a David y fija un combate mientras Monty celebra su victoria en un bar. David pronto resulta victorioso en el combate. R2F pronto se convierte en una sensación y luchadores de todo el mundo muestran su interés en la liga. Eventualmente, los hermanos David and Monty llegan a la final.
Gary, sintiéndose culpable, se marcha del estadio porque piensa que es el responsable del conflicto entre los hermanos. Pasha aconseja a David que no deje que su relación con Monty se interponga en el camino de su victoria. El combate empieza. Tanto David como Monty ofrecen una fuerte lucha, sin embargo David termina rompiendo el hombro de Monty. Inmediatamente muestra preocupación por su hermano menor, pero Pasha le pide que siga peleando y que no se preocupe por él. Gary corre hacia David y se disculpa por sus errores. Pide a David que no descargue su enfado hacia él contra Monty, y le recuerda que Monty es su hermano. David, ya atormentado, se vuelve hacia Monty y ve a un joven Monty en su lugar. Monty, por otro lado, acepta continuar el combate a pesar de tener un hombro roto y la visión borrosa. El combate continúa. David inmoviliza a Monty de nuevo. Mientras lo mantiene inmovilizado en el suelo, le pide que deje de luchar. Monty, a su vez, dice que David solo ha pensado siempre en sí mismo ya que lo abandonó por ira tras la muerte de Maria, y le pide que siga golpeándole. David es invadido por la culpa y la tristeza; llorando, se disculpa. Viendo esto, Monty se rinde y permite que David gane el torneo. Monty se reconcilia con David y este se lleva a Monty en sus brazos.

## Reparto
- Akshay Kumar como David Fernandes.
- Sidharth Malhotra como Monty Fernandes.
- Jacqueline Fernandez como Jenny Fernandes.
- Jackie Shroff como Garson «Gary» Fernandes.
- Shefali Shah como Maria Fernandes.
- Meghan Jadhav como David Fernandes de adolescente.
- Prateik Bhanushali como Monty de adolescente.
- Ashutosh Rana como Suleiman Pasha.
- Kiran Kumar como Peter Braganza (antiguo campeón de artes marciales mixtas y actual Presidente).
- Kulbhushan Kharbanda como director Shobhit Desai.
- Raj Zutshi como Baaz Raut, exluchador y comentarista 1.
- Kavi Shastri como Sachin Nehra, un periodista deportivo y comentarista 2.
- Ashok Lokhande como mejor amigo de Gary y entrenador de Monty.
- Harssh A. Singh como Santosh Desai, presentador de noticias.
- Naisha Khanna como Poopoo.
- Zubin Vicky Driver como Swami.
- Abbas Hyder como Suleman.
- Honey Sharma como Mustafa.
- Ramneeka Dhillon Lobo como Suzan.
- Kareena Kapoor en una aparición especial con la canción Mera Naam Mary Hai.

## Producción
La película fue anunciada a finales de agosto de 2014. El productor Karan Johar había anunciado el proyecto en su cuenta de Twitter. Los coordinadores de escenas de acción Eric Brown y Justin Yu de Los Ángeles dirigieron las secuencias de especialistas y de artes marciales mixtas. Para su papel de luchador de artes marciales mixtas, Kumar siguió una dieta específica para perder peso y en la película se aprecia su trabajo. Kumar hizo un entrenamiento de seis meses de varias artes marciales como judo, kyudo, aikido y karate. El actor Sidharth Malhotra se sometió a entrenamiento de jujitsu y aikido y ganó diez kilogramos para el papel.

### Marketing
Vroovy, un consorcio de Hungama y Gameshastra, lanzó el videojuego 3D titulado Brothers: Clash of Fighters (en español: «Hermanos: Choque de Luchadores») disponible para Android.

## Banda sonora
La banda sonora de la película fue compuesta por Ajay-Atul, mientras que las letras fueron escritas por Amitabh Bhattacharya. El crítico Joginder Tuteja de Bollywood Hungama le dio tres estrellas de cinco afirmando que «la música de Brothers realmente no cumple con las buenas expectativas que tenía. Sin embargo, hace bien en mantenerte enganchado durante la mayor parte de la película. Espera que el Brothers Anthem te persiga aún más cuando lo escuches con la película». Kasmin Fernandes del Times of India lo valoró con 3 de 5 con críticas encontradas.
| N.º | Título                          | Cantante                | Duración |  |
| 1.  | «Brothers Anthem»               | Vishal Dadlani          | 05:53    |  |
| 2.  | «Gaaye Jaa (versión femenina)»  | Shreya Ghoshal          | 05:42    |  |
| 3.  | «Sapna Jahan»                   | Sonu Nigam, Neeti Mohan | 05:41    |  |
| 4.  | «Mera Naam Mary Hai»            | Chinmayi Sripada        | 05:11    |  |
| 5.  | «Gaaye Jaa (versión masculina)» | Mohammed Irfan          | 05:29    |  |

## Recepción
Fernandez recibió el reconocimiento de la crítica por su papel y muchos consideraron que había sido su mejor actuación hasta el momento. El analista Komal Nahta dijo que «en general, Brothers, una película de artes marciales mixtas, puede tener críticas encontradas pero resultará ser una propuesta de pago para todos los interesados. Hará buen negocio en los cines». El crítico de cine Subhash K Jha le dio 4 estrellas de 5 y dijo que «Brothers puede no atraer a aquellos que buscan la risa en tiempos de desesperación. Apenas hay lugar para una sonrisa en esta oscura historia sangrienta y seductora de destrucción y redención contada en un estilo libre capaz de acomodar derivaciones e innovaciones sin disculpas ni torpezas». The Times of India le dio 3 estrellas de 5. Bollywood Hungama le dio 3 estrellas de 5. Koimoi le dio 2,5 estrellas de 5. El crítico de cine Raja Sen escribió para Rediff, «con una duración de 158 insoportables minutos, Brothers es casi seiscientas veces más larga que la victoria de Rousey, y ni una millonésima parte tan emocionante». Sen analizó los personajes de la película y concluyó, «esto es todo lo que tiene esta película, un revientapelotas Kumar y un combate que termina con deliciosa brusquedad. Todo lo demás es agotador». Le dio 1,5 estrellas de 5. Saibal Chatterjee de NDTV opina que «por todo el alboroto, Brothers, al ir a la yugular, golpea muy por debajo de su peso. Hace tanto ruido que cualquier mensaje sobre la unión entre hermanos y la fidelidad filial que pueda intentar transmitir es ahogado completamente por los decibelios». Dio a la película 2,5 estrellas de 5. Anuj Kumar del periódico The Hindu afirmó que «el problema es que, sea emoción o acción, Karan no tiene ninguna prisa por cortar. A veces funciona para que la emoción se filtre a los espectadores, pero muchas veces la sobre elaboración diluye el golpe. La música es una decepción. Kareena Kapoor se merecía una mejor canción y coreografía para su aparición especial». Shubhra Gupta de The Indian Express resumió: «la película de Akshay Kumar y Sidharth Malhotra se ve lastrada por su sensiblería sobre elaborada». El crítico Deepanjana Pal afirmó: «algunas películas más como Brothers y Bollywood habrá conseguido lo que ninguna cantidad de litigios puede gestionar: la libertad de copiar libremente. Aunque si Gavin O'Connor, que dirigió y co-escribió Warrior, ve alguna vez cómo su historia ha sido brutalizada, podría reclamar en una campaña que los derechos de propiedad intelectual sean respetados, es mejor que Hollywood no se asocie con los remakes de Bollywood». Martin D'Souza de Glamsham afirmó que «el director de lucha hace que Brothers se vea bien» y le dio 2 estrellas de 5. Subhash K. Jha de skjbollywoodnews afirmó: «definitivamente es uno de los logros gloriosos de Akshay Kumar», y le dio cuatro estrellas de cinco.

## Taquilla
Brothers hizo 52,08 crore de rupias en su fin de semana de estreno en la India. La película consiguió ₹15,36 crore (US$ 2,4 millones) en el resto del mundo. Incluida la recaudación bruta de la película en la India, 70,30 crores, después de la primera semana la recaudación mundial de Brothers asciende a 106 crores.

### India
El primer sábado tras su estreno era el día clave para la película, y consiguió superar la marca de 21 crore. El tercer día, es decir, el primer domingo, la recaudación fue algo inferior: la película recaudó 15,45 crores, lo que es casi igual a su recaudación del viernes (15,20 crores). No obstante, gracias a las cifras del segundo día, la recaudación total de la película en su primer fin de semana llegó a la cantidad de 52,08 crores. Fue la segunda con mayor recaudación durante su primer fin de semana del año en la India, solo superada por Bajrangi Bhaijaan, con 102,60 crores. La película recaudó 64,80 crores netas en su primera semana en la India. En su segundo fin de semana, la recaudación de Brothers disminuyó un 88%, consiguiendo solo 5,25 crore netas. La recaudación de la película en sus diez primeros días es de 69,83 crores. Brothers recaudó 80 lakhs en su segundo lunes y recaudó un total de 6 crore netas en sus primeros cuatro días de la segunda semana.

### Resto del mundo
Brothers ha recaudado menos en el resto del mundo, pero no obstante es una recaudación decente: está en torno a $2,4 millones en su primer fin de semana. La recaudación en los países del Golfo ($850 000 aproximadamente) y en Pakistán es bastante buena, la de Estados Unidos está en unos $400 000 aproximadamente y la del Reino Unido en unos £175 000. Brothers hizo $3,6 millones tras doce días.